# Kent (album)
Kent is het debuutalbum uit 1995 van de gelijknamige Zweedse band Kent.

## Nummers
1. Blåjeans
2. Som vatten
3. Ingenting någonsin
4. När det blåser på månen
5. Jag vill inte vara rädd
6. Vad två öron klarar
7. Den osynlige mannen
8. Pojken med hålet i handen
9. Ingen kommer att tro dig
10. Stenbrott
11. Frank